# 이민근
이민근(李民根, 1969년 2월 14일~)은 대한민국의 정치인이다. 제15대 안산시장이다.

## 학력
- 성곡초등학교(졸업)
- 군자중학교(졸업)
- 성일상업고등학교(졸업)
- 한경국립대학교(경영학/학사)
- 한양대학교 행정자치대학원(지방자치학/석사)

## 경력
- 2006.07~2010.06: 제5대 안산시의회 의원
  - 제5대 안산시의회 기획운영위원회 위원
  - 제5대 안산시의회 의회운영위원회 위원장
  - 제5대 안산시의회 경제사회위원회 위원
- 2010.07~2014.06: 제6대 안산시의회 의원
  - 2010.07~2012.06: 제6대 안산시의회 전반기 부의장
  - 제6대 안산시의회 기획운영위원회 위원
  - 제6대 안산시의회 도시환경위원회 위원
- 2014.07~2018.06: 제7대 안산시의회 의원
  - 2016.07~2018.06: 제7대 안산시의회 후반기 의장
- 2015.02: 나눔과기쁨 안산시협의회 공동대표
- 2020.01~2021.04: 안산시 광덕회 회장
- 2021.04: 안산의힘 대표
- 윤석열 대통령 예비후보 안산시 선거대책 본부장
- 2022.07~: 제15대 민선 8기 경기도 안산시장
- 안산 그리너스 FC 구단주
- 2022.09~2024.06: 경기도시장군수협의회 사무처장
- 2024.05~: 경기중부권행정협의회 회장

## 역대 선거 결과
|  | 46.52% |

|  | 35.21% |

|  | 44.19% |

|  | 29.98% |

|  | 46.52% |

| 전임 윤화섭 | 제15대 경기도 안산시장(민선) 2022년 7월 1일~ |  |